# Chrysina cupreomarginata
Chrysina cupreomarginata är en skalbaggsart som beskrevs av Bates 1904. Chrysina cupreomarginata ingår i släktet Chrysina och familjen Rutelidae. Inga underarter finns listade i Catalogue of Life.